# Olympische Winterspiele 2006/Teilnehmer (Österreich)
| Gelbes Symbol für Goldmedaillen mit stilisierten Olympischen Ringen | Graues Symbol für Silbermedaillen mit stilisierten Olympischen Ringen | Braundes Symbol für Bronzemedaillen mit stilisierten Olympischen Ringen |
| ------------------------------------------------------------------- | --------------------------------------------------------------------- | ----------------------------------------------------------------------- |
| 9                                                                   | 7                                                                     | 7                                                                       |

Österreich nahm an den Olympischen Winterspielen 2006 im italienischen Turin mit einer Delegation von 82 Athleten teil.

## Nominierungen
Am 30. Jänner 2006 nominierte das Österreichische Olympische Comité 93 Athleten, wovon aber bis zu Beginn der Spiele noch elf aus dem Bereich Ski Alpin gestrichen wurden.

## Flaggenträger
Die alpine Skirennläuferin Renate Götschl trug die Flagge Österreichs während der Eröffnungsfeier.

## Medaillen

### Medaillenspiegel
| Rang   | Sportart              | Gold | Silber | Bronze | Gesamt |
| ------ | --------------------- | ---- | ------ | ------ | ------ |
| 1      | Ski Alpin             | 4    | 5      | 5      | 14     |
| 2      | Nordische Kombination | 2    | 1      | —      | 3      |
| 2      | Skispringen           | 2    | 1      | —      | 3      |
| 4      | Rennrodeln            | 1    | —      | —      | 1      |
| 5      | Skilanglauf           | —    | —      | 1      | 1      |
| 5      | Snowboard             | —    | —      | 1      | 1      |
| Gesamt | Gesamt                | 9    | 7      | 7      | 23     |

### Medaillengewinner
| Name/n                                                         | Sportart              | Wettkampf             |
| -------------------------------------------------------------- | --------------------- | --------------------- |
| Gold                                                           |                       |                       |
| Michaela Dorfmeister                                           | Ski Alpin             | Abfahrt               |
| Michaela Dorfmeister                                           | Ski Alpin             | Super-G               |
| Benjamin Raich                                                 | Ski Alpin             | Riesenslalom          |
| Benjamin Raich                                                 | Ski Alpin             | Slalom                |
| Felix Gottwald                                                 | Nordische Kombination | Sprint                |
| Michael Gruber Christoph Bieler Felix Gottwald Mario Stecher   | Nordische Kombination | Mannschaft            |
| Thomas Morgenstern                                             | Skispringen           | Großschanze           |
| Andreas Widhölzl Andreas Kofler Martin Koch Thomas Morgenstern | Skispringen           | Mannschaft            |
| Andreas Linger Wolfgang Linger                                 | Rennrodeln            | Doppelsitzer          |
| Silber                                                         |                       |                       |
| Michael Walchhofer                                             | Ski Alpin             | Abfahrt               |
| Hermann Maier                                                  | Ski Alpin             | Super-G               |
| Marlies Schild                                                 | Ski Alpin             | Kombination           |
| Nicole Hosp                                                    | Ski Alpin             | Slalom                |
| Reinfried Herbst                                               | Ski Alpin             | Slalom                |
| Felix Gottwald                                                 | Nordische Kombination | Einzel                |
| Andreas Kofler                                                 | Skispringen           | Großschanze           |
| Bronze                                                         |                       |                       |
| Rainer Schönfelder                                             | Ski Alpin             | Kombination           |
| Rainer Schönfelder                                             | Ski Alpin             | Slalom                |
| Hermann Maier                                                  | Ski Alpin             | Riesenslalom          |
| Alexandra Meissnitzer                                          | Ski Alpin             | Super-G               |
| Marlies Schild                                                 | Ski Alpin             | Slalom                |
| Michail Botwinow                                               | Skilanglauf           | 50 km Freistil        |
| Siegfried Grabner                                              | Snowboard             | Parallel-Riesenslalom |

## Teilnehmer nach Sportarten

### Biathlon
| Athleten                                                           | Wettbewerbe        | Zeit        | Fehler         | Rang |
| ------------------------------------------------------------------ | ------------------ | ----------- | -------------- | ---- |
| Ludwig Gredler                                                     | 10 km Sprint       | 29:17,6 min | 4 (3+1)        | 52   |
| Ludwig Gredler                                                     | 12,5 km Verfolgung | 40:57,5 min | 6 (2+1+3+0)    | 45   |
| Ludwig Gredler                                                     | 20 km Einzel       | 59:55,1 min | 3 (0+3+0+0)    | 41   |
| Daniel Mesotitsch                                                  | 20 km Einzel       | 1:01:59,7 h | 5 (1+3+0+1)    | 59   |
| Wolfgang Perner                                                    | 10 km Sprint       | 26:51,6 min | 1 (0+1)        | DSQ  |
| Wolfgang Perner                                                    | 12,5 km Verfolgung | 38:13,5 min | 7 (3+3+0+1)    | DSQ  |
| Wolfgang Perner                                                    | 20 km Einzel       | 62:22,5 min | 1:02:22,5 h    | DSQ  |
| Wolfgang Rottmann                                                  | 10 km Sprint       | 28:11,8 min | 3 (1+2)        | DSQ  |
| Wolfgang Rottmann                                                  | 12,5 km Verfolgung | 37:50,5 min | 4 (0+2+1+1)    | DSQ  |
| Christoph Sumann                                                   | 10 km Sprint       | 27:42,3 min | 2 (1+1)        | 15   |
| Christoph Sumann                                                   | 12,5 km Verfolgung | 36:39,7 min | 2 (1+0+1+0)    | 7    |
| Christoph Sumann                                                   | 15 km Massenstart  | 48:17,4 min | 2 (1+0+0+1)    | 9    |
| Friedrich Pinter                                                   | 20 km Einzel       | 58:25,7 min | 1 (0+0+0+1)    | 26   |
| Daniel Mesotitsch Friedrich Pinter Ludwig Gredler Christoph Sumann | 4 × 7,5 km Staffel | 1:28:26,4 h | 1+11 (1+7 0+4) | 17   |

Wolfgang Perner und Wolfgang Rottmann wurden am 19. Februar 2006 vom ÖOC wegen unangemeldeten Abreisens aus der Olympiamannschaft ausgeschlossen. Das IOC annullierte aufgrund von Doping sämtliche Ergebnisse der beiden Athleten und schloss diesen von Olympischen Spielen auf Lebenszeit aus.

### Bob
| Athleten                                                      | Wettbewerb | Lauf 1  | Lauf 1 | Lauf 2  | Lauf 2 | Lauf 3  | Lauf 3 | Lauf 4  | Lauf 4 | Gesamt      | Gesamt |
| Athleten                                                      | Wettbewerb | Zeit    | Rang   | Zeit    | Rang   | Zeit    | Rang   | Zeit    | Rang   | Zeit        | Rang   |
| ------------------------------------------------------------- | ---------- | ------- | ------ | ------- | ------ | ------- | ------ | ------- | ------ | ----------- | ------ |
| Wolfgang Stampfer Klaus Seelos                                | Zweierbob  | 55,92 s | 9      | 55,94 s | 11     | 56,57 s | 10     | 56,90 s | 8      | 3:45,33 min | 10     |
| Jürgen Loacker Gerhard Köhler                                 | Zweierbob  | 56,29 s | 16     | 56,22 s | 16     | 57,07 s | 19     | 57,69 s | 19     | 3:47,27 min | 17     |
| Wolfgang Stampfer Klaus Seelos Jürgen Loacker Hans Peter Welz | Viererbob  | 55,77 s | 10     | 55,83 s | 13     | 55,73 s | 15     | 55,53 s | 15     | 3:42,86 min | 13     |

### Eiskunstlauf
| Athleten       | Wettbewerbe | Kurzprogramm | Kür | Gesamt | Gesamt |
| Athleten       | Wettbewerbe | Kurzprogramm | Kür | Punkte | Rang   |
| -------------- | ----------- | ------------ | --- | ------ | ------ |
| Viktor Pfeifer | Herren      | 17           | 23  | 163,87 | 22     |

### Eisschnelllauf
| Athlet      | Wettbewerb | Zeit        | Rang |
| ----------- | ---------- | ----------- | ---- |
| Frauen      |            |             |      |
| Anna Rokita | 1500 m     | 2:02,19 min | 27   |
| Anna Rokita | 3000 m     | 4:12,87 min | 16   |
| Anna Rokita | 5000 m     | 7:16,75 min | 12   |

### Freestyle-Skiing
| Athleten          | Wettbewerbe | Qualifikation | Qualifikation | Finale | Rang |
| Athleten          | Wettbewerbe | Punkte        | Rang          | Punkte | Rang |
| ----------------- | ----------- | ------------- | ------------- | ------ | ---- |
| Frauen            |             |               |               |        |      |
| Margarita Marbler | Buckelpiste | 24,15         | 6             | 20,79  | 17   |

### Nordische Kombination
| Athleten                                                     | Wettbewerb   | Skispringen  | Skispringen  | Langlauf     | Langlauf     | Rang         |
| Athleten                                                     | Wettbewerb   | Punkte       | Rang         | Zeit         | Rang         | Rang         |
| ------------------------------------------------------------ | ------------ | ------------ | ------------ | ------------ | ------------ | ------------ |
| Männer                                                       |              |              |              |              |              |              |
| Christoph Bieler                                             | Sprint       | 115,8        | 8            | 19:04,0 min  | 35           | 23           |
| Christoph Bieler                                             | Einzel       | 251,0        | 5            | 41:05,4 min  | 36           | 13           |
| Bernhard Gruber                                              | Ohne Einsatz | Ohne Einsatz | Ohne Einsatz | Ohne Einsatz | Ohne Einsatz | Ohne Einsatz |
| Michael Gruber                                               | Sprint       | 116,9        | 5            | 18:48,3 min  | 29           | 13           |
| Michael Gruber                                               | Einzel       | 248,5        | 7            | 40:51,9 min  | 34           | 12           |
| Felix Gottwald                                               | Sprint       | 112,1        | 12           | 17:35,0 min  | 1            | Gold         |
| Felix Gottwald                                               | Einzel       | 234,5        | 11           | 38:02,4 min  | 2            | Silber       |
| David Kreiner                                                | Ohne Einsatz | Ohne Einsatz | Ohne Einsatz | Ohne Einsatz | Ohne Einsatz | Ohne Einsatz |
| Mario Stecher                                                | Sprint       | 108,9        | 15           | 18:23,3 min  | 21           | 14           |
| Mario Stecher                                                | Einzel       | 223,0        | 17           | 40:21,2 min  | 25           | 19           |
| Michael Gruber Christoph Bieler Mario Stecher Felix Gottwald | Mannschaft   | 453,4        | 2            | 49:42,6 min  | 1            | Gold         |

### Rodeln
| Athlet                         | Wettbewerb   | Lauf 1   | Lauf 2   | Lauf 3   | Lauf 4   | Gesamt       | Gesamt |
| Athlet                         | Wettbewerb   | Lauf 1   | Lauf 2   | Lauf 3   | Lauf 4   | Zeit         | Rang   |
| ------------------------------ | ------------ | -------- | -------- | -------- | -------- | ------------ | ------ |
| Frauen                         |              |          |          |          |          |              |        |
| Veronika Halder                | Einsitzer    | 47,426 s | 47,137 s | 47,246 s | 47,278 s | 3:09,087 min | 5      |
| Sonja Manzenreiter             | Einsitzer    | 47,308 s | 47,200 s | DNF      | DNS      | DNF          | DNF    |
| Nina Reithmayer                | Einsitzer    | 47,485 s | 47,532 s | 47,333 s | 47,223 s | 3:09,573 min | 9      |
| Männer                         |              |          |          |          |          |              |        |
| Daniel Pfister                 | Einsitzer    | 52,317 s | 52,103 s | 52,058 s | 51,882 s | 3:28,360 min | 13     |
| Markus Kleinheinz              | Einsitzer    | 52,140 s | 51,767 s | 51,841 s | 51,839 s | 3:27,587 min | 9      |
| Rainer Margreiter              | Einsitzer    | 52,200 s | 51,880 s | 52,234 s | 51,800 s | 3:28,114 min | 12     |
| Tobias Schiegl Markus Schiegl  | Doppelsitzer | 47,108 s | 47,843 s | -        | -        | 1:34,951 min | 4      |
| Andreas Linger Wolfgang Linger | Doppelsitzer | 47,028 s | 47,469 s | -        | -        | 1:34,497 min | Gold   |

### Skeleton
| Athlet       | Lauf 1  | Lauf 2  | Gesamt      | Gesamt |
| Athlet       | Lauf 1  | Lauf 2  | Zeit        | Rang   |
| ------------ | ------- | ------- | ----------- | ------ |
| Herren       |         |         |             |        |
| Markus Penz  | 59,55 s | 59,51 s | 1:59,06 min | 16     |
| Martin Rettl | 59,23 s | 59,53 s | 1:58,76 min | 13     |

### Ski alpin
| Athleten              | Wettbewerbe  | 1. Lauf      | 2. Lauf      | Gesamt       | Gesamt       |
| Athleten              | Wettbewerbe  | 1. Lauf      | 2. Lauf      | Zeit         | Rang         |
| --------------------- | ------------ | ------------ | ------------ | ------------ | ------------ |
| Frauen                |              |              |              |              |              |
| Michaela Dorfmeister  | Abfahrt      | -            | -            | 1:56,49 min  | Gold         |
| Michaela Dorfmeister  | Super-G      | -            | -            | 1:32,47 min  | Gold         |
| Andrea Fischbacher    | Super-G      | -            | -            | 1:33,97 min  | 13           |
| Elisabeth Görgl       | Abfahrt      | DNF          | DNF          | DNF          | DNF          |
| Renate Götschl        | Abfahrt      | -            | -            | 1:57,20 min  | 4            |
| Renate Götschl        | Super-G      | -            | -            | 1:34,83 min  | 26           |
| Nicole Hosp           | Riesenslalom | 1:01,26 min  | 1:09,40 min  | 2:10,66 min  | 4            |
| Nicole Hosp           | Slalom       | 42,83 s      | 46,50 s      | 1:29,33 min  | Silber       |
| Nicole Hosp           | Kombination  | 1:22,07 min  | 1:31,14 min  | 2:53,21 min  | 5            |
| Michaela Kirchgasser  | Riesenslalom | 1:02,22 min  | DNF          | DNF          | DNF          |
| Michaela Kirchgasser  | Slalom       | 42,97 s      | 47,31 s      | 1:30,28 min  | 5            |
| Michaela Kirchgasser  | Kombination  | 1:22,46 min  | 1:31,02 min  | 2:53,48 min  | 6            |
| Alexandra Meissnitzer | Abfahrt      | -            | -            | 1:57,78 min  | 8            |
| Alexandra Meissnitzer | Super-G      | -            | -            | 1:33,06 min  | Bronze       |
| Marlies Schild        | Riesenslalom | 1:02,68 min  | 1:10,59 min  | 2:13,27 min  | 17           |
| Marlies Schild        | Slalom       | 43,09 s      | 46,70 s      | 1:29,79 min  | Bronze       |
| Marlies Schild        | Kombination  | 1:21,22 min  | 1:30,36 min  | 2:51,58 min  | Silber       |
| Kathrin Zettel        | Riesenslalom | 1:01,95 min  | 1:09,40 min  | 2:11,35 min  | 7            |
| Kathrin Zettel        | Slalom       | DNF          | DNF          | DNF          | DNF          |
| Kathrin Zettel        | Kombination  | 1:21,75 min  | 1:30,66 min  | 2:52,41 min  | 4            |
| Männer                |              |              |              |              |              |
| Andreas Buder         | Ohne Einsatz | Ohne Einsatz | Ohne Einsatz | Ohne Einsatz | Ohne Einsatz |
| Stephan Görgl         | Riesenslalom | 1:17,15 min  | DNF          | DNF          | DNF          |
| Christoph Gruber      | Super-G      | -            | -            | 1:32,00 min  | 19           |
| Reinfried Herbst      | Slalom       | 53,55 s      | 50,42 s      | 1:43,97 min  | Silber       |
| Klaus Kröll           | Abfahrt      | -            | -            | 1:50,91 min  | 22           |
| Hermann Maier         | Abfahrt      | -            | -            | 1:50,00 min  | 6            |
| Hermann Maier         | Super-G      | -            | -            | 1:30,78 min  | Silber       |
| Hermann Maier         | Riesenslalom | 1:16,83 min  | 1:18,33 min  | 2:35,16 min  | Bronze       |
| Mario Matt            | Slalom       | DNF          | DNF          | DNF          | DNF          |
| Mario Matt            | Kombination  | 1:41,08 min  | 1:47,70 min  | 3:28,78 min  | 34           |
| Manfred Pranger       | Ohne Einsatz | Ohne Einsatz | Ohne Einsatz | Ohne Einsatz | Ohne Einsatz |
| Benjamin Raich        | Super-G      | -            | -            | 1:32,05 min  | 21           |
| Benjamin Raich        | Riesenslalom | 1:16,95 min  | 1:18,05 min  | 2:35,00 min  | Gold         |
| Benjamin Raich        | Slalom       | 53,37 s      | 49,77 s      | 1:43,14 min  | Gold         |
| Benjamin Raich        | Kombination  | 1:40,42 min  | DNF          | DNF          | DNF          |
| Hannes Reichelt       | Super-G      | -            | -            | 1:31,39 min  | 10           |
| Rainer Schönfelder    | Riesenslalom | 1:17,49 min  | 1:19,15 min  | 2:36,64 min  | 8            |
| Rainer Schönfelder    | Slalom       | 54,03 s      | 50,12 s      | 1:44,15 min  | Bronze       |
| Rainer Schönfelder    | Kombination  | 1:40,02 min  | 1:30,65 min  | 3:10,67 min  | Bronze       |
| Fritz Strobl          | Abfahrt      | -            | -            | 1:50,12 min  | 8            |
| Michael Walchhofer    | Abfahrt      | -            | -            | 1:49,52 min  | Gold         |
| Michael Walchhofer    | Kombination  | 1:39,52 min  | DNF          | DNF          | DNF          |

### Skilanglauf
| Athleten                                                  | Wettbewerbe          | Zeit        | Rang   |
| --------------------------------------------------------- | -------------------- | ----------- | ------ |
| Männer                                                    |                      |             |        |
| Michail Botwinow                                          | 2 × 15 km Verfolgung | 1:17:08,5 h | 7      |
| Michail Botwinow                                          | 50 km Freistil       | 2:06:12,7 h | Bronze |
| Martin Tauber                                             | 15 km Klassisch      | 38:49,5     | DSQ    |
| Martin Tauber                                             | 2 × 15 km Verfolgung | 1:17:28,6 h | DSQ    |
| Martin Tauber Jürgen Pinter Roland Diethart Johannes Eder | 4 × 10 km Staffel    | DSQ         | DSQ    |

| Athleten                    | Wettbewerbe | Qualifikation | Qualifikation | Viertelfinale | Viertelfinale | Halbfinale    | Halbfinale    | Finale        | Finale        | Rang |
| Athleten                    | Wettbewerbe | Zeit          | Rang          | Zeit          | Rang          | Zeit          | Rang          | Zeit          | Rang          | Rang |
| --------------------------- | ----------- | ------------- | ------------- | ------------- | ------------- | ------------- | ------------- | ------------- | ------------- | ---- |
| Männer                      |             |               |               |               |               |               |               |               |               |      |
| Martin Stockinger           | Sprint      | 2:20,18 min   | 25            | 2:27,1 min    | 4             | ausgeschieden | ausgeschieden | ausgeschieden | ausgeschieden | 20   |
| Harald Wurm                 | Sprint      | 2:20,11 min   | 24            | 2:23,4 min    | 5             | ausgeschieden | ausgeschieden | ausgeschieden | ausgeschieden | 24   |
| Johannes Eder Jürgen Pinter | Team Sprint | -             | -             | -             | -             | 18:12,2 min   | 9             | DSQ           | DSQ           | DSQ  |

Das IOC annullierte aufgrund von Doping sämtliche Ergebnisse von Roland Diethart, Johannes Eder, Jürgen Pinter und Martin Tauber und schloss diese von Olympischen Spielen auf Lebenszeit aus.

### Skispringen
| Athleten                                                       | Wettbewerb             | 1. Durchgang                    | 1. Durchgang | 1. Durchgang | 2. Durchgang                    | 2. Durchgang  | 2. Durchgang  | Gesamt       | Gesamt       |
| Athleten                                                       | Wettbewerb             | Weite                           | Punkte       | Rang         | Weite                           | Punkte        | Rang          | Punkte       | Rang         |
| -------------------------------------------------------------- | ---------------------- | ------------------------------- | ------------ | ------------ | ------------------------------- | ------------- | ------------- | ------------ | ------------ |
| Martin Höllwarth                                               | Ohne Einsatz           | Ohne Einsatz                    | Ohne Einsatz | Ohne Einsatz | Ohne Einsatz                    | Ohne Einsatz  | Ohne Einsatz  | Ohne Einsatz | Ohne Einsatz |
| Wolfgang Loitzl                                                | Ohne Einsatz           | Ohne Einsatz                    | Ohne Einsatz | Ohne Einsatz | Ohne Einsatz                    | Ohne Einsatz  | Ohne Einsatz  | Ohne Einsatz | Ohne Einsatz |
| Martin Koch                                                    | Normalschanze          | 96,5 m                          | 118,0        | 24           | 94,5 m                          | 111,5         | 25            | 229,5        | 23           |
| Martin Koch                                                    | Großschanze            | 116,0 m                         | 94,8         | 32           | ausgeschieden                   | ausgeschieden | ausgeschieden | 94,8         | 32           |
| Andreas Kofler                                                 | Normalschanze          | 100,5 m                         | 127,0        | 11           | 101,5 m                         | 130,5         | 7             | 257,5        | 11           |
| Andreas Kofler                                                 | Großschanze            | 134,0 m                         | 135,7        | 1            | 139,5 m                         | 141,1         | 2             | 276,8        | Silber       |
| Thomas Morgenstern                                             | Normalschanze          | 103,5 m                         | 134,5        | 2            | 99,5 m                          | 125,0         | 12            | 259,5        | 9            |
| Thomas Morgenstern                                             | Großschanze            | 133,0 m                         | 131,4        | 2            | 140,0 m                         | 145,5         | 1             | 276,9        | Gold         |
| Andreas Widhölzl                                               | Normalschanze          | 98,0 m                          | 120,5        | 20           | 99,5 m                          | 123,5         | 13            | 244,0        | 17           |
| Andreas Widhölzl                                               | Großschanze            | 123,0 m                         | 109,9        | 12           | 119,0 m                         | 100,2         | 24            | 210,1        | 21           |
| Andreas Widhölzl Andreas Kofler Martin Koch Thomas Morgenstern | Großschanze Mannschaft | 122,0 m 133,5 m 122,0 m 129,5 m | 472,6        | 1            | 129,0 m 130,0 m 128,5 m 140,5 m | 511,4         | 1             | 984,0        | Gold         |

### Snowboard
| Athleten           | Wettbewerbe           | Qualifikation | Qualifikation | Achtelfinale        | Achtelfinale  | Viertelfinale   | Viertelfinale | Halbfinale     | Halbfinale    | Finale / Platz 3 | Finale / Platz 3 | Rang   |
| Athleten           | Wettbewerbe           | Zeit          | Rang          | Gegner              | Zeit          | Gegner          | Zeit          | Gegner         | Zeit          | Gegner           | Zeit             | Rang   |
| ------------------ | --------------------- | ------------- | ------------- | ------------------- | ------------- | --------------- | ------------- | -------------- | ------------- | ---------------- | ---------------- | ------ |
| Frauen             |                       |               |               |                     |               |                 |               |                |               |                  |                  |        |
| Doris Günther      | Parallel-Riesenslalom | 1:21,49 min   | 8             | Tomoka Takeuchi     | −0,24 s       | J. Tudegeschewa | −0,66 s       | Amelie Kober   | +3,76 s       | Rosey Fletcher   | +0,69 s          | 4      |
| Doresia Krings     | Parallel-Riesenslalom | 1:22,02 min   | 11            | Daniela Meuli       | +1,00 s       | ausgeschieden   | ausgeschieden | ausgeschieden  | ausgeschieden | ausgeschieden    | ausgeschieden    | 11     |
| Heidi Krings       | Parallel-Riesenslalom | 1:21,79 min   | 10            | Ursula Bruhin       | +2,06 s       | ausgeschieden   | ausgeschieden | ausgeschieden  | ausgeschieden | ausgeschieden    | ausgeschieden    | 10     |
| Manuela Riegler    | Parallel-Riesenslalom | 1:31,72 min   | 28            | ausgeschieden       | ausgeschieden | ausgeschieden   | ausgeschieden | ausgeschieden  | ausgeschieden | ausgeschieden    | ausgeschieden    | 28     |
| Männer             |                       |               |               |                     |               |                 |               |                |               |                  |                  |        |
| Siegfried Grabner  | Parallel-Riesenslalom | 1:10,65 min   | 6             | Richard Richardsson | −1,44 s       | Heinz Inniger   | −0,61 s       | Philipp Schoch | +0,34 s       | Mathieu Bozzetto | −0,41 s          | Bronze |
| Alexander Maier    | Parallel-Riesenslalom | DSQ           | DSQ           | DSQ                 | DSQ           | DSQ             | DSQ           | DSQ            | DSQ           | DSQ              | DSQ              | 30     |
| Andreas Prommegger | Parallel-Riesenslalom | 1:10,35 min   | 4             | Mathieu Bozzetto    | +0,54 s       | ausgeschieden   | ausgeschieden | ausgeschieden  | ausgeschieden | ausgeschieden    | ausgeschieden    | 9      |
| Harald Walder      | Parallel-Riesenslalom | 1:12,11 min   | 14            | Heinz Inniger       | +0,66 s       | ausgeschieden   | ausgeschieden | ausgeschieden  | ausgeschieden | ausgeschieden    | ausgeschieden    | 14     |

| Athleten              | Wettbewerbe    | Qualifikation | Qualifikation | Achtelfinale | Viertelfinale | Halbfinale    | Finale A/B/C/D | Rang |
| Athleten              | Wettbewerbe    | Zeit          | Rang          | Rang         | Rang          | Rang          | Rang           | Rang |
| --------------------- | -------------- | ------------- | ------------- | ------------ | ------------- | ------------- | -------------- | ---- |
| Frauen                |                |               |               |              |               |               |                |      |
| Doris Günther         | Snowboardcross | 1:32,58 min   | 16            | -            | 4             | -             | 2              | 14   |
| Doresia Krings        | Snowboardcross | 1:30,90 min   | 10            | -            | 4             | -             | 1              | 13   |
| Männer                |                |               |               |              |               |               |                |      |
| Mario Fuchs           | Snowboardcross | 1:22,60 min   | 26            | 3            | ausgeschieden | ausgeschieden | ausgeschieden  | 30   |
| Lukas Grüner          | Snowboardcross | 1:21,28 min   | 11            | 4            | ausgeschieden | ausgeschieden | ausgeschieden  | 19   |
| Hans-Jörg Unterrainer | Snowboardcross | 1:22,10 min   | 17            | 1            | 4             | -             | 3              | 15   |
| Dieter Krassnig       | Snowboardcross | 1:21,00 min   | 6             | 1            | 2             | 4             | 4              | 8    |